# Callyspongia fibrosa
Callyspongia fibrosa är en svampdjursart som först beskrevs av Ridley och Arthur Dendy 1886.  Callyspongia fibrosa ingår i släktet Callyspongia och familjen Callyspongiidae. Inga underarter finns listade i Catalogue of Life.